# Untitled
Untitled je v pořadí osmá řadová deska americké nu-metalové kapely KoRn. Údajně není pojmenovaná, aby si ji každý fanoušek pojmenoval sám. V červenci 2007 vyšlo video k prvnímu singlu - Evolution, v říjnu potom Hold On. Na této desce bubnoval Terry Bozzio, Brooks Wackerman i samotný zpěvák kapely Jonathan Davis jako záskok za Davida Silveriu.

## Seznam skladeb
| Pořadí         | Název                  | Délka |
| -------------- | ---------------------- | ----- |
| 1.             | Intro                  | 1:57  |
| 2.             | Starting Over          | 4:02  |
| 3.             | Bitch We Got a Problem | 3:22  |
| 4.             | Evolution              | 3:37  |
| 5.             | Hold On                | 3:06  |
| 6.             | Kiss                   | 4:10  |
| 7.             | Do What They Say       | 4:17  |
| 8.             | Ever Be                | 4:48  |
| 9.             | Love and Luxury        | 3:00  |
| 10.            | Innocent Bystander     | 3:28  |
| 11.            | Killing                | 3:36  |
| 12.            | Hushabye               | 3:52  |
| 13.            | I Will Protect You     | 5:29  |
| Celková délka: | Celková délka:         | 48:47 |

| iTunes verze | iTunes verze         | iTunes verze |
| Pořadí       | Název                | Délka        |
| ------------ | -------------------- | ------------ |
| 14.          | Sing Sorrow          | 4:35         |
| 15.          | Overture or Obituary | 3:02         |

| Speciální edice | Speciální edice           | Speciální edice |
| Pořadí          | Název                     | Délka           |
| --------------- | ------------------------- | --------------- |
| 14.             | Sing Sorrow (Bonus Track) | 4:33            |

| Japonská edice | Japonská edice                                            | Japonská edice |
| Pořadí         | Název                                                     | Délka          |
| -------------- | --------------------------------------------------------- | -------------- |
| 14.            | Evolution (Dave Garcia + Morgan Page Remix) (Bonus Track) | 7:38           |

| Speciální japonská edice | Speciální japonská edice                                     | Speciální japonská edice |
| Pořadí                   | Název                                                        | Délka                    |
| ------------------------ | ------------------------------------------------------------ | ------------------------ |
| 14.                      | Sing Sorrow (International Bonus Track)                      | 4:33                     |
| 15.                      | Evolution (Dave Aude Remix) (Japan Edition Bonus Track Only) | 7:38                     |

| Australská turné edice | Australská turné edice | Australská turné edice |
| Pořadí                 | Název                  | Délka                  |
| ---------------------- | ---------------------- | ---------------------- |
| 14.                    | Haze (Bonus Track)     | 2:48                   |

## Umístění v hitparádách

### Album
| Hitparáda (2007)                  | Umístění |
| --------------------------------- | -------- |
| Australská hitparáda alb          | 11       |
| Rakouská hitparáda alb            | 3        |
| Belgická hitparáda alb (Flandry)  | 28       |
| Belgická hitparáda alb (Valonsko) | 17       |
| Kanadská hitparáda alb            | 5        |
| Dánská hitparáda alb              | 20       |
| Nizozemská hitparáda alb          | 32       |
| Finská hitparáda alb              | 2        |
| Francouzská hitparáda alb         | 8        |
| Německá hitparáda alb             | 3        |
| Irská hitparáda alb               | 31       |
| Italská hitparáda alb             | 19       |
| Mexická hitparáda alb             | 11       |
| Novozélandská hitparáda alb       | 3        |
| Norská hitparáda alb              | 24       |
| Polská hitparáda alb              | 23       |
| Španělská hitparáda alb           | 55       |
| Švédská hitparáda alb             | 17       |
| Švýcarská hitparáda alb           | 9        |
| Britská hitparáda alb             | 15       |
| Americká hitparáda alb            | 2        |

### Singly
| Rok  | Singl     | US Alt. | US Main. | US Dance | UK  |
| ---- | --------- | ------- | -------- | -------- | --- |
| 2007 | Evolution | 20      | 4        | 18       | 144 |
| 2007 | Hold On   | 35      | 9        | —        | —   |
| 2008 | Kiss      | —       | —        | —        | —   |